# Krzysztof Okupski
Krzysztof Okupski (ur. 9 stycznia 1960 w Skwierzynie) – polski żużlowiec.

## Kariera
Licencję żużlową zdobył w 1976 roku. W rozgrywkach z cyklu Drużynowych Mistrzostw Polski startował do 1999 r., reprezentując kluby Stali Gorzów Wielkopolski (1977–1983, 1985–1991), Wybrzeża Gdańsk (1984), Polonii Piła (1992–1997) oraz Kolejarza Rawicz (1998–1999). Łącznie zdobył 7 medali DMP: trzy złote (1977, 1978, 1983), dwa srebrne (1979, 1981) oraz dwa brązowe (1982, 1987). W 1980 r. zdobył brązowy medal Drużynowego Pucharu Polski. Był również trzykrotnym medalistą Mistrzostw Polski Par Klubowych: srebrnym (Ostrów Wielkopolski 1987) oraz dwukrotnie brązowym (Rybnik 1988, Leszno 1999).
W 1993 r. zakwalifikował się do finału Indywidualnych Mistrzostw Polski (w turnieju był zawodnikiem rezerwowym). Do innych jego indywidualnych sukcesów należały III miejsca w Łańcuchu Herbowym Miasta Ostrowa Wielkopolskiego (1988), Memoriale Alfreda Smoczyka (Leszno 1989) oraz Turnieju Gwiazdkowym (Piła 1993).

## Osiągnięcia
Drużynowe Mistrzostwa Polski
- 1977 – 1. miejsce
- 1978 – 1. miejsce
- 1979 – 2. miejsce
- 1981 – 2. miejsce
- 1982 – 3. miejsce
- 1983 – 1. miejsce
- 1987 – 3. miejsce

Mistrzostwa Polski Par Klubowych
- 1987 – 2. miejsce
- 1988 – 3. miejsce
- 1999 – 3. miejsce